# الوسيط في تفسير القرآن المجيد
الوسيط في تفسير القرآن المجيد للإمام علي بن أحمد الواحدي النيسابوري هو أحد كتب تفسير القران الكريم المهمة عند أهل السنّة والجماعة. وهو تفسير شامل لآيات القرآن الكريم، يجمع بين بيان المعاني اللغوية والأحكام الشرعية، مع عناية خاصة بأسباب النزول. يُعتبر "الوسيط" جزءًا من سلسلة تفاسير كتبها الواحدي، تشمل أيضًا "البسيط" و"الوجيز". كل منها يخدم جمهورًا مختلفًا، لكن "الوسيط" يتميز بكونه مناسبًا لمن يبحث عن شرح متوسط العمق يجمع بين العلم والدقة.
علي بن أحمد الواحدي (توفي عام 468 هـ)، وهو مفسر وفقيه ولغوي مشهور في عصره. عُرف بتبحره في علوم القرآن واللغة العربية.

لخّص محققو كتاب الوسيط منهج المؤلف بقولهم:
- التركيز على اللغة: يهتم الواحدي بالمعاني اللغوية للألفاظ والتراكيب، مستندًا إلى علمه الواسع بالنحو والبلاغة.
- عرض أسباب النزول: يخصص مساحة كبيرة لتوضيح أسباب نزول الآيات، مما يساعد على فهم سياقها بشكل أفضل.
- الاختصار والوضوح: مقارنة بتفسيره الآخر "البسيط"، يُعتبر "الوسيط" أكثر اختصارًا وتركيزًا.
- ذكر الأحكام الشرعية: يتناول الأحكام الفقهية التي تتعلق بالآيات بشكل مختصر ومباشر.
- التوازن في التفسير: يتجنب الإطالة الزائدة في القضايا الفقهية أو الجدلية، مما يجعله تفسيرًا وسطيًا يناسب طلاب العلم.

## المصدر
1. ↑  من مقدمة تحقيق الكتاب، تحقيق: عادل أحمد عبد الموجود، عليّ محمد معوض، وآخرون. دار الكتب العلمية، بيروت-لبنان، الطبعة الأولى، 1415هـ-1994م، ج1، ص21.